# Śpiewki o dawnych Litwinach do roku 1434

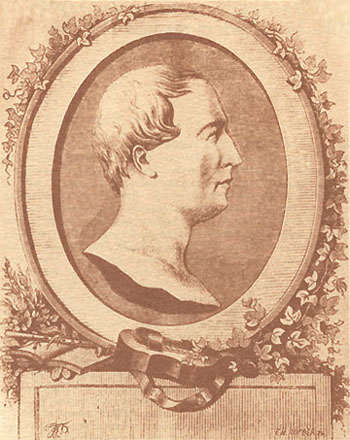
Jan Czeczot – autor Śpiewek

Śpiewki o dawnych Litwinach do roku 1434 – zbiór pieśni historycznych autorstwa Jana Czeczota. Obejmuje on utwory, które swoją tematyką koncentrują się na legendarnej i rzeczywistej historii Litwy pogańskiej od czasów legendarnego księcia Kiernusa do zgonu Władysława Jagiełły.

## Język
Zbiór został napisany w języku polskim, jednak występują w nim zwroty i konstrukcje językowe charakterystyczne dla dialektu północnokresowego XIX wieku, dlatego określany jest przez badaczy mianem „polszczyzny litewskiej”. W 1994 utwór został przetłumaczony na język litewski przez Reginę Koženiauskienė.
Cały zbiór charakteryzuje się prostym językiem. Utwory są melodyczne i nawiązują do pieśni ludowych.

## Geneza

### Uwarunkowania historyczne
Geneza Śpiewek wiążę się z jednej strony z ogólnoromatycznym zainteresowaniem historią i ideą tradycjonalizmu oraz filomackim zainteresowaniem litewskim średniowieczem, a z drugiej z charakterystycznym dla Jana Czeczota (zwłaszcza w okresie kastalskim) nasyceniem literatury treściami moralizatorskimi, dydaktycznymi i wiążącymi się z tematyką narodową. Zainteresowanie filomatów gatunkiem śpiewu historycznego sięga 1817 roku i wiążę się z fascynacją opublikowanym rok wcześniej zbiorem Śpiewów historycznych autorstwa Juliana Ursyna Niemcewicza – dzieło to znacząco wpłynęło na praktykę twórczą filomatów i przyczyniło się do tworzenia podobnych pod względem treści i formy przez twórców z kręgu filomackiego. Pomimo zainteresowania twórczością Niemcewicza w liście z 1823 roku do Mickiewicza Czeczot krytykował Śpiewy historyczne za nierównomierny poziom artystyczny, niedbałość, rozwleczenie i niedostatki historyczne.
Tworząc Śpiewki Jan Czeczot korzystał m.in. z Kroniki polskiej, litewskiej, żmudzkiej i wszystkiej Rusi Macieja Stryjkowskiego oraz Dziejów starożytnych narodu litewskiego Teodora Narbutta. Ponadto do niektórych śpiewek jako źródła używał Historia Prus Johannesa Voigta.

### Proces tworzenia
Dokładna data powstania utworów zawartych w Śpiewkach nie jest znana. Pomysł na stworzenie takiego zbioru utworów prawdopodobnie sięga czasów filomackich – w liście z lutego 1823 roku Czeczot pisał Mickiewiczowi o tym, że rozpoczął pisanie śpiewek o Małgorzacie z Zębocina, o Radziwiłłównie i o Jadwidze. W liście z tego samego roku pisał o zamiarze napisania utworów o Witoldzie, Olgierdzie i Kiejstucie. Utwór miał być w założeniu wierszowaną kroniką dawnej Litwy. Sam Czeczot w listach podkreślał konieczność wyeliminowania fragmentów lirycznych i skupienia się na celu moralnym. Według Stanisława Świrki Czeczot czerpał z kroniki Stryjkowskiego i prac Narbutta jedynie osnowę faktograficzną, podczas gdy fabuła poszczególnych piosnek i ich poetyka są już dziełem twórcy Śpiewek. Monika Stankiewicz-Kopeć łączy powstanie śpiewek z okresem kastalskim, jednak większość autorów skłania się do tezy, że Śpiewki powstały pomiędzy 1842 a 1844 roku w Szczorsach, już po powrocie Czeczota z zesłania. Utwór został zadedykowany Maryli Puttkamerowej (z domu Wereszczaka).

## Charakterystyka
Zbiór zawiera pieśni o różnorodnej charakterystyce: pieśni wojskowo-historyczne, żałobne, nawiązujące w swojej stylistyce do ballad czy piosenki humorystyczne. Niektóre fragmenty zbioru nawiązują do eposu. Śpiewki koncentrują się na wielkich czynach postaci z okresu Litwy pogańskiej i są według Teresy Friedlównej próbą odszukania historycznych korzeni Litwy i narodowej tożsamości Litwinów. Utwory mają formę meliczną, przeznaczone były do śpiewania w dworkach lub na salonach. Jego bohaterami są książęta, kobiety, wodzowie i szeregowi żołnierze.
Zbiór zawiera następujące utwory:
1. O Kiernusie
2. Żywibund Dowsprungowic książę litewski i Montwił Gimutowic Żmudzki r. 1205
3. Pojata Kiernusówna żona Żywibunda około r. 1220
4. Erdziwił Montwiłowic r. 1217
5. Mingajło Erdziwiłowic książę litewski i nowogródzki
6. Skirmunt Mingajłowic książę nowogródzki r. 1220
7. Ringolt Algimuntowic pierwszy wielki książę litewski, żmudzki i ruski
8. Trojnat Skirmuntowic książę nowogródzkie, Podlasia i Litwy Powilejskiej
9. Borys Ginwiłowic Połocki
10. Koronacja Mendoga r. 1252
11. Grób Mendoga r. 1263
12. Wojsiełk albo Wolstynk Mendogowic r. 1264
13. O Jadźwingu Komacie r. 1264
14. Swintoróg Utenesowic r. 1268-1271
15. Giermunt Skirmuntowic r. 1271-1275, Gigilin Giermuntowic r. 1275-1278, Romund Giliginowic r. 1279, Trabus Giermuntowic r. 1279
16. Narymund w. książę litewski, Dowmant Uciański i Trojden Romuntowicze; Ławrasz, albo Romund Trojdenowic mnich, do r. 1283
17. Kierszawcy z Sudawii r. 1284 za Witenesa
18. Surmin i Nodam r. 1290
19. Jezbut za Witenesa r. 1290
20. Zburzenie Romnowe za Witenesa r. 1294
21. Żmudzin Kajlim r. 1298 za Witenesa
22. Surmin za Witenesa r. 1313
23. Witenes w. książę litewski r. 1283-1315
24. Spalenie Rudy Krzyżaka za Gedymina, r. 1320
25. Stare Troki r. 1321
26. Turzy róg Gedymina r. 1321
27. Założenie Wilna r. 1322
28. Dawid starosta grodzieński za Gedymina r. 1322
29. Aldona córka Gedymina r. 1325
30. Olgierd i Maria za Gedymina
31. Okrutny podział zdobyczy r. 1326
32. Gedymin Witenesowic w. książę litewski r. 1328
33. Jawnuta Giedyminowic w. książę litewski r. 1329
34. Biruta Kiejstutowa żona
35. Nowe Troki
36. O książętach koriatowicach za Olgierda r. 1331
37. Gasztold Piotr i Buczacka r. 1332 za Olgierda
38. O załodze w Pulenie za Olgierda r. 1336
39. Ucieczka Kiejstuta z Malborga r. 1361
40. O zburzeniu Kowna przez mistrza von Kniprode za Olgierda r. 1362
41. Patirg Kiejstutowic r. 1363
42. Bitwa pod Rudawą za Olgierda r. 1370
43. Wojszwiłło za Olgierda r. 1370
44. Olgierd w. książę litewski (r. 1330-1345)
45. Kiejstut
46. Anna Witoldowa i Helena Omuliczowa r. 1382
47. Niezgoda Witolda z Jagiełłą
48. Dowojna za Jagiełły r. 1384
49. Radziwił za Jagiełły r. 1384
50. Jagiełło i Jadwiga r. 1386
51. Nawrócenie Litwy na wiarę świętą przez Jagiełłę r. 1387
52. Dowmant Hurdowic książę gedrocki r. 1392
53. O hetmanie Olgierdzie za Witolda r. 1396
54. Bitwa nad Worsklą r. 1399
55. Zgon Jagiełły r. 1434 maja 31.

## Wydanie
Utwór nie został wydany za życia Jana Czeczota. Pozostał w kilku rękopisach, możliwe, że krążyły one w środowisku szlachty litewsko-białoruskiej i ostały się w sylwach. Trzy wersje opracowań rękopisu Śpiewek zostały odnalezione po II wojnie światowej i umieszczone w Dziale Rękopisów Biblioteki Uniwersytetu Wileńskiego. Do tego rękopisu dotarł i opisał go badacz dzieł Jana Czeczota, Stanisław Świrko. W latach 70. w swoich badaniach o Śpiewkach wzmiankował litewski literaturoznawca Jonas Riškus . 
Rękopis Śpiewek zachował się w trzech egzemplarzach. Najlepiej zachowanym z rękopisów, na podstawie których oparto wydanie, był ten oznaczony numerem 136. Rękopis składał się ze wstępu i 55 śpiewek. W innym rękopisie Czeczot umieścił komentarze do tekstu. Na rękopisach widoczne są oznaki prób dopracowania i redakcji. Kwestią sporną jest, czy Czeczot przygotowywał Śpiewki do druku. Zdaniem Stanisława Świrki Czeczot zdawał sobie sprawę, że Śpiewki nie zostaną dopuszczone do druku z przyczyn politycznych, więc w pełni nie wykończył tekstu utworu. Reda Griškaitė polemizuje z tą opinią.

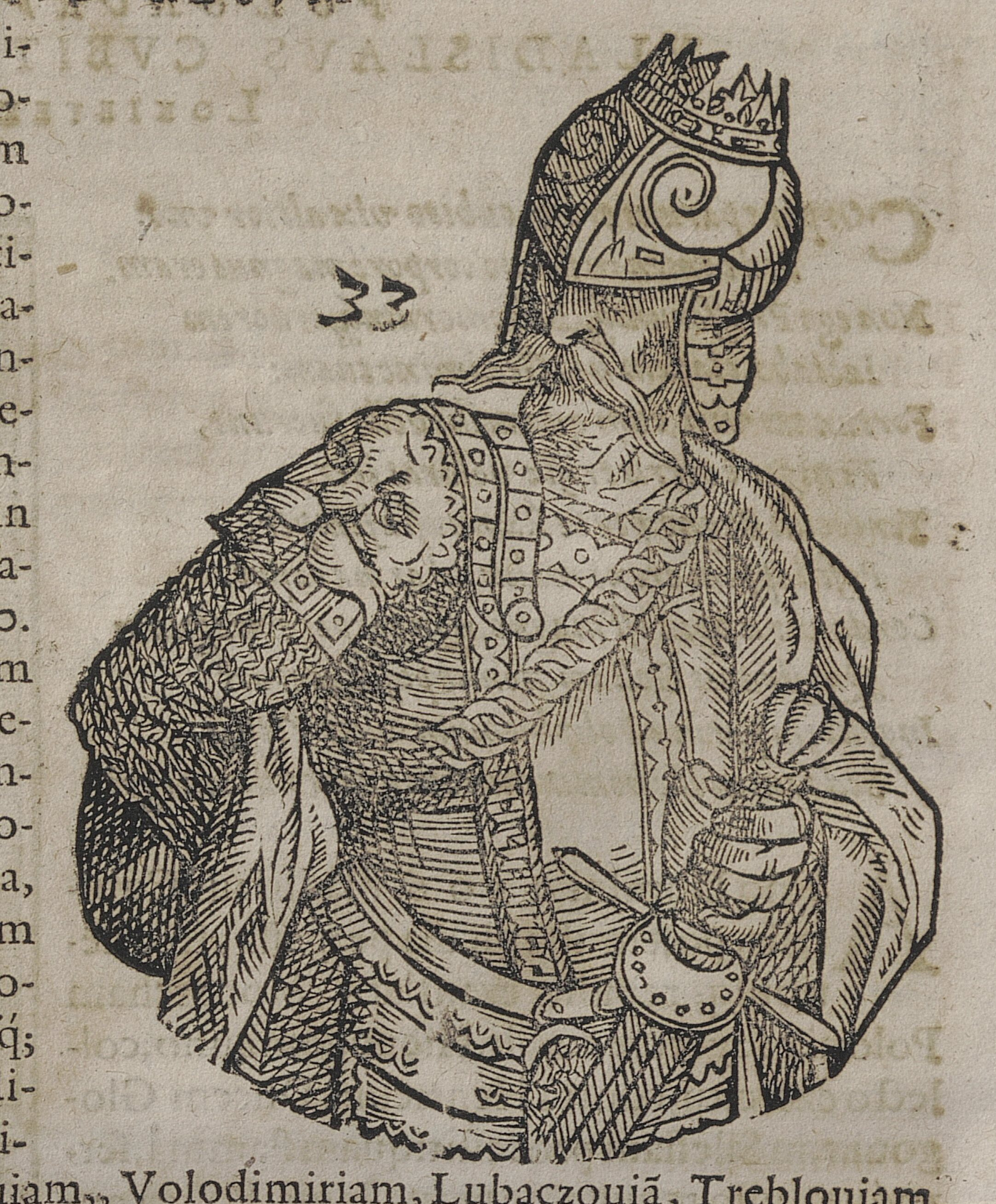
Giedymin w kronice Guagniniego

W 1994 Śpiewki zostały wydane w Wilnie w dwujęzycznym wydaniu krytycznym przez wydawnictwo Związku Pisarzy Litwy nakładem siedmiu tysięcy sztuk; obok oryginalnego tekstu w języku polskim umieszczono litewskie tłumaczenie. Treść utworów Czeczota poprzedzał wstęp tłumaczki, fragment kroniki Macieja Stryjkowskiego oraz przedmowa autora. Wydanie zamykały: komentarze, rys biograficzny Jana Czeczota, okoliczności powstania Śpiewek oraz uwagi i przypisy. Całość zilustrowano rysunkami z Kroniki Sarmacji Europejskiej Alessandro Guagniniego. 
Śpiewki stały się pierwszym dziełem Czeczota przetłumaczonym i wydanym w języku litewskim.

## Odbiór
W historii literatury utwór nie znalazł większego oddźwięku. Wspominają o nim w swoich monografiach Stanisław Świrko i Alina Witkowska. Witkowska negatywnie ocenia utwór, wynosząc na pierwszy plan jego wątpliwy artyzm. Zdaniem Moniki Stankiewicz-Kopeć na uwagę zasługuje rozmaitość tonacji uczuciowych (elegijność, elementy humorystyczne, smutek, zaduma czy entuzjazm) oraz różnorodność strukturalno-gatunkowa. Z lepszym przyjęciem dzieło spotkało się na Litwie, gdzie doceniono włączenie elementów folkloru litewskiego i historii Litwy do dzieła.
Pozycja została określona przez Helenę Gładkowską w artykule, który ukazał się na łamach Kuriera Wileńskiego, mianem arcyciekawej. Gładkowska podkreśliła w nim znaczenie książki dla odkrywania dziejów dawnej Litwy. Większość wydanych książek wykupił Fundusz Otwartej Litwy, który rozdzielił je nieodpłatnie litewskim szkołom. Pozostałe egzemplarze książki zostały szybko wykupione. Egzemplarze Śpiewek były eksponowane w czasie Międzynarodowych Targów Książki w Warszawie w 1996 roku.